# Контрарность
Контрарность (противоположность) — логическое отношение между двумя простыми сравнимыми суждениями, которое исключает их одновременную истинность, но не исключает одновременную ложность. Также может употребляться по отношению к взаимоисключающим понятиям, которые, однако, обладают общим гиперонимом.

## Примеры
"Контрарной противоположность будет в том случае, если противоположные высказывания оба общие. Например, высказывания «все пауки – насекомые» и «ни один паук не есть насекомое» находятся между собой в отношении контрарной противоположности: и утверждение и отрицание являются здесь высказываниями общими".
При одновременной ложности утверждений А("все планеты имеют атмосферу") и В("ни одна планета не имеет атмосферу") закон исключенного третьего соблюдается, так как утверждение В не является отрицанием утверждения А, а отрицанием утверждения А было бы утверждение: "существует планета, которая не имеет атмосферы". Обоснованием этому служит свойство отрицания кванторов из логики высказываний[См: Квантор]: ¬(∀x P(x)) = ∃x ¬P(x)
.
Утверждения «все деревья красные» и «ни одно дерево не красное» так же являются контрарными суждениями, так как оба исключают и друг друга, и утверждение «лишь некоторые деревья красные». Понятия «синий» и «зелёный» являются контрарными, так как исключают друг друга, но обладают общим гиперонимом «цветной».
В чань-буддизме наставник Ма-цзу давал следующие ответы на вопрос «Что есть Будда?»: «Этот ум — Будда» одному ученику и «Этот ум — не Будда» другому. Доктор философских наук А. С. Майданов пришёл к выводу, что итоговым определением, учитывающим контрарность и включающим одновременную истинность двух суждений, что является типичным для учения чань, будет «Будда есть и не есть этот ум».